# Lego Classic

Logo de Lego Classic.

Lego Classic est une gamme du jouet Lego créée en 2015, elle succède à Lego Briques et à Lego Bricks & More.
Les sets Lego Classic sont très basiques et se composent uniquement de plaques ou de briques uni-colores. Il n'y a pas d'instructions de montages mais parfois simplement des idées de constructions.